# Ours pour un et un pour t'ours
We Baby Bears
Ours pour un et un pour t'ours (anglais : We Bare Bears) est une série d'animation américaine créée par Daniel Chong et basée sur son webcomic The Three Bare Bears. Produite par Cartoon Network Studios, elle est diffusée entre le 27 juillet 2015 et le 27 mai 2019 sur Cartoon Network.
La série suit trois frères ours : Grizzly, Panda et Polaire ; et leurs tentatives maladroites d'intégration au monde humain de la région de la baie de San Francisco. L'épisode pilote est diffusé pour la première fois au KLIK! Amsterdam Animation Festival, où il gagne dans la catégorie « Young Amsterdam Audience » le 6 novembre 2014.
En France, la série est diffusée depuis le 7 novembre 2015 sur Cartoon Network, d'abord sous son titre français puis sous son titre original. Le 30 mai 2019, la chaîne annonce la sortie en 2020 du film adapté de la série, We Bare Bears, le film (en), qui sort le 30 juin de cette même année. Depuis janvier 2022, une série préquelle sur l'enfance des trois ours, intitulée We Baby Bears, est diffusée.

## Synopsis
La série suit trois frères ours anthropomorphes, Grizzly (souvent appelé Grizz), Panda et Polaire âgés de 13 ans qui tentent maladroitement d'intégrer la société des hommes dans la région de la baie de San Francisco, cherchent de la nourriture, essaient de se faire des amis chez les humains ou font même des plans pour devenir populaires sur Internet. Alors qu'ils ont du mal à assimiler la nature civilisée des êtres humains, chacun peut compter sur les autres pour s'en sortir. Comme symbole de leur amitié, ils se déplacent en empilage d'ours, en pyramide les uns sur les autres, il s'agit de l’image la plus reconnaissable de la série.

## Production
La série est créée par le dessinateur Daniel Chong, qui avait auparavant travaillé en tant qu'artiste pour Pixar et Illumination Entertainment. La série est basée sur son webcomic The Three Bare Bears, qui met en scène les mêmes personnages. Ce webcomic est mis en ligne entre 2010 et 2011, et compte dix bandes. Chong déclare qu'il avait d'abord dessiné les ours en les empilant dans le but de faire rire la nièce de sa petite amie. Chong déclare également que, après qu'un autre pilote sur lequel il travaillait n'ait pas été retenu, il voulait présenter quelque chose d'autre, « et c'était juste la chose la plus proche de moi ! » Chong déclare que la réalisation de la bande dessinée l'avait beaucoup aidé pour la série, en particulier en ce qui concerne la dynamique entre les trois personnages principaux, bien que les personnages aient également beaucoup évolué par rapport à la bande dessinée.
Présentée comme une comédie, la série est une production de Cartoon Network Studios, qui développe le programme avec Chong dans le cadre de son programme de développement de courts métrages. Selon Chong, une grande partie du pilote est réalisée avec des aquarelles traditionnelles, puis modifiée numériquement, pour donner « une sensation naturaliste », mais le travail traditionnel n'était pas possible pour une émission complète, alors lui et le directeur artistique ont trouvé un moyen numérique de produire une « sensation picturale », en utilisant des références telles que Peanuts, des illustrateurs de livres pour enfants comme Tomi Ungerer et E. H. Shepard, et Les Aventures de Winnie l'ourson

## Épisodes

### Épisode pilote (2014)
1. Ours pour et un pour t'ours (We Bare Bears)

### Première saison (2015-2016)
1. Le Sac à dos volé (Our Stuff)
2. Faire le buzz (Viral Video)
3. Le Food truck (Food Truck)
4. La Vie des ours (Chloe)
5. Le Rencard de Panda (Panda's Date)
6. Le Train-train quotidien (Everyday Bears)
7. Accro au burrito (Burrito)
8. L'Appel de la nature (Primal)
9. La Veste en jean (Jean Jacket)
10. Nom Nom (Nom Nom)
11. Les Chut-sticiers (Shush Ninjas)
12. Ma clique (My Clique)
13. Charlie (Charlie)
14. La Hiérarchie (Brother Up)
15. Sauvons la caverne (Occupy Bears)
16. Le Rhume de Panda (Panda's Sneeze)
17. La Route (The Road)
18. Le Calvaire de Polaire (Emergency)
19. Une vie de cabas (Tote Life)
20. Charlie et le Serpent (Charlie and the Snake)
21. Rencard Vidéo (Video Date)
22. L'Adoption (Pet Shop)
23. Polaire reste de marbre (Chloe and Ice Bear)
24. La Boutique de cupcakes (Cupcake Job)
25. Hibernation (Hibernation)
26. Le Roi du basket (Charlie Ball)

### Minisodes - Première saison (2015)
1. La touffe de poils (Bear Cleaning)
2. Nom Nom contre le hamster (Nom Nom vs Hamster)
3. Le rêve de Panda (Panda's dream)
4. La bûche de l'aventure (Log Ride)
5. Bonne nuit, Polaire ! (Goodnight Ice Bear)

### Minisodes - Deuxième saison (2016)
1. Recherche Toilettes Désespérément (Potty Time)
2. Retouches photo (Panda's Profile Pic)
3. Le parcours du combattant (Grizz: Ultimate Hero Champion)
4. Panda cherche le sommeil (Dreamium)
5. La symphonie de Charlie (Charlie's Opus)

### Troisième saison (2017-2018)
1. Grizzly, le film (Grizzly the Movie)
2. La Maîtrise de soi (Anger Management)
3. Bibi ($100)
4. Professeur Lampwick (Professor Lampwick)
5. Ralph (Ralph)
6. La Planète des ours (Planet Bears)
7. La Tanière à café (Coffee Cave)
8. Charlie le casse-pied (Charlie's Big Foot)
9. Le Démon (The Demon)
10. L'Art de Panda (Panda's Art)
11. Graines de rangers (Poppy Rangers)
12. Le Frère de Lucy (Lucy's Brother)
13. La Fête foraine (The Fair)
14. Le Monstre du lac (Private Lake)
15. Déjeuner avec Tabes (Lunch with Tabes)
16. Le Road trip (Road Trip)
17. Amour d'été (Summer Love)
18. Le Chaton (The Kitty)
19. Crowbar Jones (Crowbar Jones)
20. Kyle (Kyle)
21. Cœur de ranger (Citizen Tabes)
22. Le concours de danse (Dance Lessons)
23. Nuit Glaciale II (Icy Nights II)
24. L'hôtel pour chiens (Dog Hotel)
25. Auto Poto (Bear Lift)
26. Le Nom Nom show (The Nom Nom Snow)
27. Tanière glaciaire (Ice Cave)
28. Une journée au Spa (Spa Day)
29. Les Histoires d'Halloween de Charlie (Charilie's Halloween Thing)
30. Les lapins / La route du chocolat (Bunnies)
31. Les pigeons (Pigeons)
32. Panda 2 (Panda 2)
33. Le circuit (Tubin')
34. Le Laser Royale (Lazer Royale)
35. La partie de kickball (Ranger Games)
36. Le sapin parfait (The Perfect Tree)
37. Le concours de chant (Bearz II Men)
38. Le choc des frangins (Bro Brawl)
39. Les fils invisibles (Hurricane Hal)
40. L'animal de soutien émotionnel (Vacation)
41. La ruche d'abeilles (Beehive)
42. Le parc (The Park)
43. Moi, c'est MC Polaire (I Am Ice Bear)
44. S'empiler pour mieux sauter (Baby Bears Can't Jump)

### Minisodes - Troisième saison (2017)
1. Le jeu vidéo (Bear Stack)
2. Le bloc de glace (Frozen Ice)
3. Travaux d'assemblage (Assembly Required)
4. En cuisine avec Polaire (Cooking with Ice Bear)
5. La tanière (The Cave)

## Distribution

### Voix originales
- Eric Edelset : Grizz
- Bobby Moynihan : Panda
- Demetri Martin : Polaire
- Charlyne Yi : Chloé
- Jason Lee : Charlie
- Patton Oswalt : Nom-Nom
- Estelle : Générique du début

### Voix françaises
- Jérémy Prévost : Grizz
- Gabriel Bismuth-Bienaimé : Panda
- Cédric Dumond : Polaire
- Caroline Combes : Chloé, Panda enfant
- Sandra Chartraire : Lucy
- Marc Perez : Charlie, Nom Nom
- Fily Keita : interprète du générique du début
- Anaïs Delva : Carla
- Hervé Grull : l'ours du livre de Grizz (dans l'épisode Hibernation), une des canailles
- Maryne Bertieaux : jeune Grizz
- Véronique Picciotto : Alicia
- Arnaud Laurent : Jason, Kyle, Takeda, voix diverses
- Aurélie Konaté : Ari, Tank, Sofia, voix diverses
- Jhos Lican puis Jean-Michel Vaubien : Dr Clark, Fred, voix diverses
- Cathy Cerda : Helen, Linda
- Etienne Carbonnier : Agent Trout (film)
- Achille Orsoni, Catherine Desplaces, Thierry Conchon, Mathias Delobel, Thierry Kazazian : voix d'ambiances
Version française
  - Studio de doublage : VF Productions
  - Direction artistique : Cécile Villemagne
  - Direction musicale : Thierry Conchon
  - Adaptation musicale : Edwige Chandelier

## Accueil

### Critiques et public
Ours pour un et un pour t'ours reçoit un accueil généralement positif de la part des critiques. Le pilote est décrit par l'EYE Film Institute Netherlands comme « hilarant et attachant », et il gagne dans la catégorie « Young Amsterdam Audience ». La série est saluée par Mashable pour avoir abordé « les angoisses des millénaires modernes » et pour avoir représenté les minorités raciales ; Mashable qualifie la série de « parabole sur les charmes et les périls d'une société de plus en plus connectée ». Emily Ashby, de Common Sense Media, décrit la série comme « une histoire drôle et réconfortante » qui « se moque parfois gentiment des caractéristiques de la société moderne ». Alison de Souza, écrivant dans le Straits Times, note que Ours pour un et un pour t'ours a également séduit les adultes, et déclare que la série se distingue « parce qu'elle juxtapose un sens de l'humour quelque peu mature avec un style visuel qui rappelle les illustrations dessinées à la main des livres pour enfants ».
Selon Chong, les fans ont réagi positivement à la diversité ethnique des communautés humaines. Le site d'information américano-asiatique NextShark déclare que la série avait gagné en popularité parmi les communautés asiatiques-américaines parce qu'elle « contient des messages plus profonds sur la représentation et l'appartenance à une minorité - quelque chose que la plupart des enfants asiatiques-américains ne connaissent que trop bien ». Il a noté que la série « met en avant de manière non équivoque et normalise simultanément la culture asiatique en faisant référence à l'amour de Panda pour la K-pop et les dramas coréens, aux voyages réguliers des ours dans leur magasin de boba préféré, et à la capacité impressionnante de l'ours de glace à parler couramment le coréen et à cuisiner des plats coréens traditionnels ». 

### Distinctions
| Année | Prix                                                 | Catégorie                                               | Nominé                                                           | Résultat   | Ref.   |
| ----- | ---------------------------------------------------- | ------------------------------------------------------- | ---------------------------------------------------------------- | ---------- | ------ |
| 2016  | Annie Awards                                         | Storyboard et diffusion d'une série d'animation         | Madeline Sharafian, Manny Hernandez, et Bert Youn (pour Burrito) | Nomination |        |
| 2016  | BAFTA Children's Awards                              | International                                           | Daniel Chong, Manny Hernandez, Carrie Wilksen                    | Lauréat    | [ 13 ] |
| 2017  | Kidscreen Awards                                     | Meilleure série d'animation                             | Ours pour un et un pour t'ours                                   | Lauréat    |        |
| 2017  | Kidscreen Awards                                     | Meilleur scénario                                       | Ours pour un et un pour t'ours                                   | Lauréat    |        |
| 2017  | 24e International Trickfilm Festival Stuttgart       | Best International Animation Series For Kids            | Ours pour un et un pour t'ours                                   | Lauréat    | [ 14 ] |
| 2017  | Kids' Choice Awards Mexico                           | Fartoon préféré                                         | Ours pour un et un pour t'ours                                   | Nomination | [ 15 ] |
| 2018  | Annie Awards                                         | Meilleure production/diffusion d'une série pour enfants | Episode: Panda's Art                                             | Lauréat    |        |
| 2018  | Annecy Festival                                      | Jury Award de la série TV                               | Episode: Panda's Art                                             | Lauréat    |        |
| 2018  | Prix Jeunesse International Festival and Competition | Meilleur show fictif pour 11-15 ans                     | Ours pour un et un pour t'ours                                   | Nomination | [ 16 ] |
| 2018  | Primetime Creative Arts Emmy Awards                  | Outstanding Short Form Animated Program                 | Uuragan Hal                                                      | Nomination |        |
| 2019  | Annie Awards                                         | Meilleure production/diffusion d'une série pour enfants | Ouragan Hal                                                      | Nomination |        |

## Produits dérivés

### Livres
Penguin Random House annonce en 2014 son intention de publier des livres basés sur divers programmes pour Cartoon Network, y compris Ours pour un et un pour t'ours. Les livres sont produits à partir de Cartoon Network Books imprint de la société, une division du Penguin Young Readers Group, et sont basés sur un partenariat avec le réseau qui commence en 2013. Les livres basés sur la série sont :
- Bears: Awesome at Everything de Christa Roberts (2017)[18]
- We Bare Bears: We Go Everywhere Handbook de Molly Reisner (2017)[19]
- We Bare Bears Mad Libs d'Hannah S. Campbell (2017)[20]

### Film
Le 30 mai 2019, Cartoon Network annonce la sortie de We Bare Bears, le film (en) à la mi-2020. Le 21 mai 2020, la sortie du film est annoncée en numérique le 30 juin 2020 et sur Cartoon Network le 7 septembre 2020 aux États-Unis ; il servait de conclusion à la narration de la série. Le film est réalisé par le créateur de la série Daniel Chong et met en vedette les acteurs vocaux principaux et secondaires qui reprennent leurs rôles respectifs de la série télévisée. L'intrigue suit les trois frères Grizzly, Panda et Ours de glace qui doivent fuir un agent de contrôle de la faune en quittant la Baie pour se réfugier au Canada. En chemin, les ours subissent des épreuves tout en restant fidèles à leur promesse d'être des « frères pour la vie ».

### Série dérivée
Une série préquelle intitulée We Baby Bears est annoncée le 30 mai 2019, dont la première était prévue sur Cartoon Network au printemps 2021, mais est repoussée à janvier 2022 La série se concentre sur les trois ours lorsqu'ils étaient oursons. La série est rendue dans un style anime et met en scène les ours qui vivent diverses aventures dans leur boîte magique. Manny Hernandez, qui supervise la réalisation de la série précédente, est le directeur de la série et Daniel Chong est producteur exécutif. Une bande-annonce est publiée le 25 novembre 2021.